# Severino Afonso
Severino Afonso é um bairro da cidade de Caruaru no estado de Pernambuco. Localizado na periferia da cidade, leva o nome de seu antigo proprietário, Severino Afonso, que, na década de 1940 é registrado como um dos integrantes que auxiliaram a comissão para criação da Diocese de Caruaru. Começou  ser ocupado durante a década de 1990 com a apropriação de alguns terrenos na localidade. Em 2004 o local sofreu com a forte enchente que atingiu a cidade de Caruaru com o aumento de águas do Rio Ipojuca. O loteamento foi transformado em Bairro Severino Afonso através de lei municipal nº 5.604, sancionada pelo prefeito de Caruaru José Queiroz de Lima em 13 de janeiro de 2016. A localidade é cortada pelo Riacho dos Mocós e conta com duas passagens molhadas que foram inauguradas em 2009.